# Rudi Fuesers
Rudolf „Rudi“ Fuesers (* 16. Juli 1928 in Waldniel bei Mönchengladbach; † 29. April 2010 bei Heidelberg) war ein Posaunist des Modern Jazz.
Fuesers lernte ab 1950 Gitarre, zog dann nach Frankfurt am Main und spielte ab 1952 in amerikanischen Clubs. Ab 1954 lernte er Posaune, arbeitete in Tanzkapellen, studierte von 1958 bis 1960 Posaune und Musiktheorie an der Musikhochschule Mannheim und leitete mit Bent Jædig eine Band; 1959 spielte er bei Fritz Münzer und arbeitete mit Stu Hamer und Lennart Johansson zusammen. Von 1962 bis 1964 arbeitete er in Madrid u. a. mit Donald Byrd, Carmen McRae und Donna Hightower. Von 1964 bis 1969 spielte er im Orchester von Max Greger, außerdem mit Don Menza und dem Jazz-Ensemble des Bayerischen Rundfunks. Mit den German All Stars war er auf Tournee in Lateinamerika. Nach 1969 arbeitete er freiberuflich und mit eigenem Quintett; außerdem wirkte er in Peter Herbolzheimers Rhythm Combination and Brass mit. 1980 spielte er im Orchester von Charly Antolini („In the Groove“). Im gleichen Jahr gründete er die international besetzte Salsajazz-Formation Connexion Latina, mit der er auf den Berliner Jazztagen 1982 auftrat und mehrere Alben vorlegte. Später gründete er in München das Composers Improvisation Ensemble. In den letzten Jahren trat er auch wieder mit Fritz Münzer auf.